# Vesicularia tonkinensis
Vesicularia tonkinensis är en bladmossart som beskrevs av Brotherus 1908. Vesicularia tonkinensis ingår i släktet Vesicularia och familjen Hypnaceae. Inga underarter finns listade i Catalogue of Life.